# Pirdop
Pirdop (in bulgaro Пирдоп?) è un comune bulgaro situato nella Regione di Sofia di 9 458 abitanti (dati 2009). La sede comunale è nella località omonima.

## Località
Il comune è formato dall'insieme delle seguenti località:
- Pirdop (sede comunale)
- Dušanci